# ネオプトレモス1世
ネオプトレモス1世（希：Νεοπτόλεμος Α', ラテン文字転記：Neoptolemos I, ? - 紀元前360年頃）は、エピロス王である。
ネオプトレモス1世は先代の王アルケタス1世の子で、次代の王アレクサンドロス1世、マケドニア王国のピリッポス2世に嫁ぎアレクサンドロス3世（大王）の母となったオリュンピアスの父である。
アルケタスの死後、ネオプトレモスは兄弟のアリュバスと王位を争ったが、彼らは最終的に王国の分割統治に同意した。兄弟はその後目立った争いも無くそれぞれの分け前を統治した。

## 註
1. ↑  ユスティヌス, VII. 6; XVII. 2
2. ↑  パウサニアス, I. 11. 1